# Cátedra de Cooperación Internacional y con Iberoamérica
La Cátedra de Cooperación Internacional y con Iberoamérica (COIBA) es una institución vinculada a la Universidad de Cantabria que busca contribuir al Desarrollo Humano a través de la excelencia en las áreas de investigación, formación y asistencia técnica. En coherencia con ello, su lema o causa es Conocimiento para el Desarrollo.

## Descripción
Esta institución se crea en 2006 mediante un convenio entre la Universidad de Cantabria y la Dirección General de Asuntos Europeos y Cooperación al Desarrollo del Gobierno de Cantabria (España), con el fin de dotar a la Comunidad Autónoma de Cantabria de una institución que se consolidara como primer referente universitario de la Cooperación al Desarrollo.
Dentro del área de investigación, COIBA tiene como objetivo generar investigación de excelencia en el ámbito de la cooperación internacional para el desarrollo. Desde 2006 publica la colección propia Documentos de Trabajo sobre cooperación y desarrollo, a la que se han añadido sucesivamente Informes COIBA (2009), y Claves para el desarrollo (2010) sobre los ejes temáticos que constituyen en cada momento las líneas principales de investigación.
En el área de formación, COIBA imparte formación (formal, no formal e informal) de calidad en materia de cooperación internacional para el desarrollo, adaptada a los diferentes contextos (local, nacional e internacional) y guiada por los principios de la Educación para el Desarrollo (ED) y el Espacio Europeo de Educación Superior (EEES). El Máster Iberoamericano en Cooperación Internacional y Desarrollo (MICID), el cual está incluido en el programa de becas de la Fundación Carolina, es su producto más destacado. En 2010, lanzó su cuenta Facebook, con secciones fijas que aparecen todas las semanas (Artículo de la semana, Informes imprescindibles y En vías de desarrollo).
En el ámbito de asistencia técnica, COIBA ofrece servicios profesionales de asistencia técnica a los distintos actores estratégicos tanto públicos como privados de la cooperación para el desarrollo. Sus servicios van enfocados a mejorar la calidad de los proyectos, programas y políticas de cooperación y responsabilidad social, a través del apoyo en las tareas de planificación y diseño de actuaciones, de la evaluación y del acompañamiento técnico y la asesoría.
Fundamentalmente, focaliza su actuación en la evaluación ex ante y ex post de proyectos, programas y políticas de cooperación; la planificación estratégica y operativa de instituciones públicas, tanto españolas como de países en desarrollo; la formación a funcionarios públicos y trabajadores de organizaciones de desarrollo social en países en desarrollo; la investigación aplicada (investigación para la acción); y el apoyo en la implementación de programas de Responsabilidad Social Corporativa.
COIBA es miembro de la European Association of Development Research and Training Institutes (EADI). 

## Ámbito geográfico
COIBA despliega sus actividades en los países en vías de desarrollo en su nivel local, nacional y regional, en función de la ubicación de sus aliados estratégicos. Dentro de estos ámbitos, construye sinergias con autoridades locales, ONGD y otras instituciones sin ánimo de lucro, empresas, gobiernos locales, agencias de desarrollo, universidades y otros organismos tanto nacionales como internacionales.

## Ejes temáticos
COIBA se centra en una serie de ejes temáticos consolidados, pero sigue una estrategia adaptada a las tendencias de cooperación para el desarrollo, dando lugar a nuevos ejes temáticos emergentes.
- Agenda Internacional de la Ayuda
- Cooperación Descentralizada
- Cooperación Sur-Sur
- Economía del Desarrollo
- Educación y Comunicación para el Desarrollo
- Género en Desarrollo
- Gobernabilidad Democrática
- Metodologías Participativas para el Desarrollo
- Políticas Públicas de Cooperación para el Desarrollo
- Responsabilidad Social Corporativa.